# Maciowakrze (stacja kolejowa)
Maciowakrze – stacja kolejowa położona we wsi Maciowakrze.

## Historia
Stacja Maciowakrze przed 1945 nosiła nazwę Matzkirch. Od 1898 do 1997 istniała jako stacja pasażerska. Po 1997 odbywa się tutaj tylko ruch towarowy.